# اسپایس
اسپایس («برنامه شبیه‌سازی با تاکید مدار مجتمع»)  شبیه‌ساز متن باز مدار الکترونیکی آنالوگ همه منظوره، است. این برنامه‌ای است که برای بررسی درستی طراحی مدار و پیش‌بینی رفتار مدار، در طراحی مدار مجتمع و سطح برد استفاده می‌شود.

### تاریخ، مقالات اصلی
- مقاله اصلی اسپایس۱
- پایان‌نامه ال دابلیو نی‌گل (اسپایس۲)
- پایان‌نامه توماس کوارلز (اسپایس۳)
- تاریخچه مختصری از اسپایس
- اسپایس۲ و اسپایس۳ در یوسی برکلی
- سیدِر در یوسی برکلی
- اسپایس: نحوه انتخاب تحلیل

گریس لتویا همیلتون (زاده ۶ اوت ۱۹۸۲)،  که با نام حرفه‌ای اسپایس شناخته می‌شود، هنرمند، خواننده، ترانه‌سرا و تاجر جامائیکایی است. اسپایس که به عنوان " ملکه دنس هال " نامیده می شود، به عنوان یکی از برجسته ترین هنرمندان این سبک موسیقی در جهان شناخته می شود.  
اسپایس با شروع کار خود در اوایل دهه 2000، اولین موفقیت بزرگ خود را با تک آهنگ جنجالی "Romping Shop" با همکاری Vybz Kartel در سال 2009 به دست آورد. او متعاقباً با VP Records قرارداد امضا کرد و اولین EP خود را با نام So Mi Like It (2014) منتشر کرد که قبل از آن آهنگی به همین نام نیز منتشر شد. در سال 2018، او پس از حضور به عنوان ستاره مهمان در فصل ششم، به گروه بازیگران سریال تلویزیونی واقعیت عشق و هیپ هاپ: آتلانتا در فصل هفتم وی‌اچ‌وان یوست.
اولین پروژه کامل کاری اسپایس، یک میکس تیپ با عنوان Captured (2018) و به صورت مستقل منتشر شد و در رتبه اول چارت آلبوم های بیلبورد سبک رگی قرار گرفت. اولین آلبوم استودیویی او، 10 (2021) که مدت ها به تاخیر افتاده بود، نامزد بهترین آلبوم رگی در شصت و چهارمین دوره جوایز گرمی در سال 2022 شد. پس از جدایی وی از VP، او به طور مستقل دومین آلبوم استودیویی خود را با نام Emancipated (2022) منتشر کرد.
اسپایس در کویین میکس آهنگ Likkle miss از نیکی میناژ و Skeng خوش درخشید.